# Diallus subtinctus
Diallus subtinctus là một loài bọ cánh cứng trong họ Cerambycidae.